# Fin du monde
Pour les articles homonymes, voir La Fin du monde.
 (juillet 2013).
Si vous disposez d'ouvrages ou d'articles de référence ou si vous connaissez des sites web de qualité traitant du thème abordé ici, merci de compléter l'article en donnant les références utiles à sa vérifiabilité et en les liant à la section « Notes et références ».

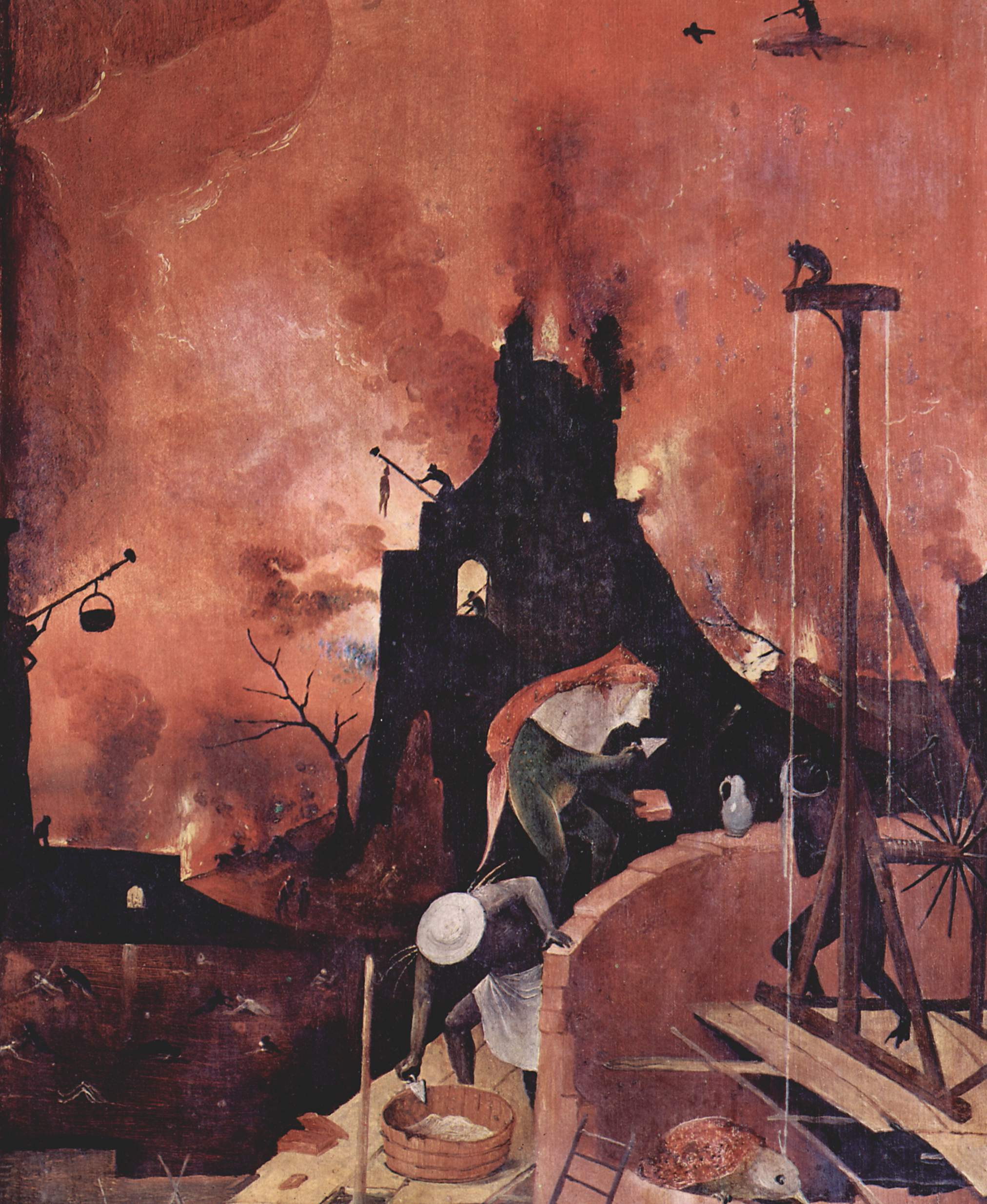
L'Enfer, détail du panneau de droite (Le Chariot de foin, triptyque antérieur au Jardin des délices, de Jérôme Bosch).

La fin du monde est le moment de la disparition de l'Univers, de la Terre ou de la seule humanité, telle qu'elle peut être imaginée par des individus, groupes ou des institutions. C'est un élément important de nombreuses religions, philosophies et mythologies, et un sujet fréquemment mis en scène dans l'art et la littérature (de science-fiction notamment). Son caractère éminemment dramatique en fait également le sujet de multiples prédictions.
Son étude est l'eschatologie.

## Mythologie et religions
- dans la Bible : Fin des temps ; les fameuses Terreurs de l'an mille ont été réfutées par les historiens contemporains comme étant un mythe de la Renaissance du XVIe siècle repris par des historiens romantiques tels que Michelet[1];
- millénarisme chrétien : voir Apocalypse | Armageddon | Déluge | An de grâce | Eschatologie ;
- dans le Coran : al-Qiyāmah (Jour du jugement) ;
- dans le bouddhisme : Mappō | Naissance et fin des univers dans le bouddhisme ;
- dans la mythologie nordique : Ragnarök.

## Sociologie
Dans le domaine des sciences humaines, on étudie la crainte dans la culture populaire d’effondrement de la civilisation actuelle, voire d’une extinction de l'humanité, crainte ancienne et omniprésente mais qui intègre aujourd’hui les connaissances scientifiques acquises depuis trois siècles, et s’appuie sur des causes soit exogènes (naturelles, indépendantes des actions de l'humanité), soit endogènes (liées à ces actions), soit mixtes.
Causes exogènes (notamment, la répétition dans le futur d'évènements connus du passé géologique ou climatique) :
- chute d’un astéroïde de grande taille (extinction Crétacé-Tertiaire) ;
- éruption volcanique à grande échelle et sur une longue période (trapps de Sibérie ou du Deccan) ;
- épisodes d’anoxie océanique globale (extinctions du Dévonien ou de la fin du Paléozoïque) ;
- glaciation générale touchant l’ensemble de la planète : scénario de la Terre boule de neige (Cryogénien) ;
- explosion d'une supernova à faible distance du système solaire ;
- sursaut gamma orienté vers notre région de la galaxie ;
- l'invasion d'extraterrestres plus avancés technologiquement que l'humanité, qui pourraient venir piller les ressources de la Terre, voire la détruire.

Causes endogènes (notamment, la projection dans le futur d'évènements du passé historique, amplifiés et globalisés) :
- les effets de la rapacité, de la violence, de l’ignorance, du fanatisme, de l’imprévoyance, de la surpopulation et de la surexploitation à outrance de toutes les ressources disponibles débouchant sur une troisième Guerre mondiale et/ou sur une annihilation nucléaire ;
- un effet dysgénique globalisé ou une pandémie d’origine artificielle[3], soit accidentelle soit criminelle[4] ;
- le remplacement de l’humanité par l’intelligence artificielle capable d’apprentissage, de choix et d’autoréplication, donc par des robots, ou de la gelée grise (voir écophagie).

Causes à la fois naturelles et artificielles : par exemple un orage magnétique majeur du Soleil ou une inversion du champ magnétique terrestre pourraient bloquer le fonctionnement des appareils et des réseaux électroniques dont l’économie mondiale est devenue totalement dépendante, débouchant sur un krach mondial et sur une annihilation par la guerre, comme déjà évoqué.

## Science
La science cherche notamment à mieux comprendre les crises passées d'extinction, l'anthropocène, en distinguant l'extinction de l'humanité de la destruction de la planète. La collapsologie utilise diverses disciplines scientifiques pour étudier l'effondrement de la civilisation industrielle, les risques d'effondrements environnementaux et sociétaux.

### Extinction de l'humanité
Elle peut tout d'abord découler de l'activité humaine (pollution, épuisement des ressources naturelles, effet de serre).
Le réchauffement climatique est susceptible d'entraîner une diminution de l'oxygène dans l'air par mort du plancton et une libération de sulfure d'hydrogène mortel pour la majorité des organismes. Le sulfure d'hydrogène est un des coupables probables de l'extinction du Permien, où 95 % des espèces marines et 70 % des espèces terrestres ont disparu.

#### Pandémie
Il est possible d'imaginer un virus mortel se propageant chez l'homme. Ces scénarios sont pris de plus en plus au sérieux chez les scientifiques depuis les récentes alertes (grippe A, virus H1N1, virus SARS-CoV-2 ou fièvre hémorragique de type Ebola).

#### Catastrophe technologique
La plupart des ressources sont maintenant gérées informatiquement (électricité, eau, etc.). De la même façon, les communications sont devenues primordiales à la survie de l'humanité. Si ces réseaux étaient soudainement hors-service, l'humanité aurait du mal à se remettre.
De plus, certains scientifiques, comme Michael Anissimov, jugent qu'il est possible qu'une intelligence artificielle nuise à l'humanité : 

« de la même manière que l'homme détruit des vieux bâtiments jugés inutiles pour en construire de nouveaux, une intelligence artificielle pourrait nous estimer inutiles et détruire notre civilisation sans explicitement vouloir “nous faire la peau”. »

#### Guerre nucléaire
Si cette possibilité est moindre depuis la fin de la guerre froide, la course aux armements des nations rend possible en cas de guerre la destruction totale de l'humanité.
Voir aussi l'argument de l'apocalypse, une théorie probabiliste.

#### Extinction à petit feu
Pour des raisons sociologiques liées aux progrès techniques, mais surtout à l'évolution des comportements, la population humaine pourrait progressivement diminuer, génération après génération. Il s'agirait de la généralisation du phénomène décrit sous le terme de crash démographique, version « extrême » du déclin démographique.

### Destruction de la Terre
Concernant la destruction de la planète, ou en tout cas d'une grande partie de toutes les formes de vie, plusieurs scénarios sont évoqués.

#### Hiver d'impact

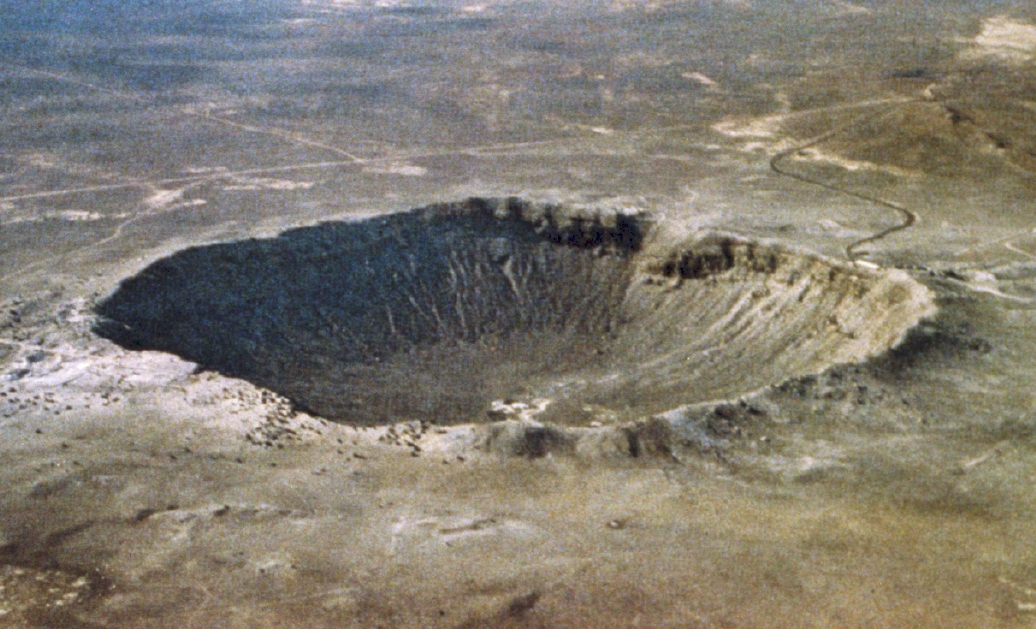
Le Meteor Crater, un cratère causé par la chute d'une météorite de 45 m de diamètre, et ayant dégagé une énergie équivalente à 2,5 mégatonnes de TNT.

Un hiver d'impact pourrait survenir à la suite de la collision de la Terre avec un astéroïde géocroiseur ou une comète. Ce scénario inquiétant fait partie des hypothèses les plus sérieuses pour expliquer l'extinction des dinosaures ainsi que d'autres extinctions passées, et fait l'objet d'une attention particulière. Une intervention humaine serait éventuellement susceptible de l'éviter : bombe, laser, voile solaire, collision cinétique, propulsion classique, solaire, ionique… afin de dévier, accélérer, ralentir, ou détruire l'astéroïde dangereux. De ce fait, certains organismes tels Spacewatch ou Near Earth Asteroid Tracking (NEAT) scrutent le ciel afin de repérer les astéroïdes qui seraient susceptibles de frapper la Terre à plus ou moins longue échéance.
La période de ce type de phénomènes semble relativement brève à l'échelle astronomique : de quelques centaines de milliers d'années à quelques centaines de millions d'années selon les énergies d'impact. Beaucoup de traces, bien qu'érodées par le temps, sont encore visibles sur la surface terrestre.

#### Hiver volcanique
Un hiver volcanique serait la conséquence directe de l'éruption d'un supervolcan.
Ce type de catastrophe est prévisible, ce qui permettrait de mettre à l'abri une majorité de la population locale. Mais la quantité faramineuse de cendre projetée (plus 1 000 km³) créerait à terme des changements climatiques considérables à l'échelle planétaire. La baisse des températures qui en découlerait (y compris dans les océans) entraînerait déforestation, et de ce fait, baisse drastique des espèces herbivores et carnivores, chaîne alimentaire oblige.
L'homme pourrait survivre mais sa population serait fortement diminuée, ce scénario s'étant déjà produit (Théorie de la catastrophe de Toba).

#### Inversion du champ magnétique terrestre
L'inversion du champ magnétique terrestre se produit à intervalles de temps irréguliers mais dont la moyenne est estimée à 250 000 ans environ. Ce phénomène s'accompagnerait d'un bombardement cosmique important susceptible de provoquer des dérèglements climatiques qui pourraient entraîner des extinctions importantes d'espèces. Mais certains scientifiques[Qui ?] prétendent que cette inversion de champ magnétique n'aurait pas d'effets néfastes sur notre planète[réf. nécessaire].

#### Refroidissement du noyau terrestre
Le refroidissement du noyau terrestre entraînerait la fin du champ magnétique terrestre. La fin du champ magnétique laisserait le vent solaire pénétrer dans l'atmosphère terrestre, bombardant la surface terrestre de particules énergétiques dont l'augmentation deviendrait potentiellement dangereuse. Les formes de vies alors présentes à cette époque devront se protéger ou périr. Cependant, la diminution du champ magnétique devrait être extrêmement progressive, laissant à l'évolution le temps de faire son œuvre.

#### Disparition de l'atmosphère par fuite vers l'espace
La Terre perd actuellement environ 3 kg d'hydrogène et 50 g d'hélium par seconde, ce qui est très peu, mais une petite fuite finit par peser aux échelles de temps géologiques. Plusieurs phénomènes se conjuguent pour expliquer ces fuites auxquelles, par exemple, est due la très faible pression actuelle sur Mars. Ainsi, il est prévu, concomitamment à l'augmentation de la luminosité du Soleil, que la Terre devienne un désert total après l'assèchement des océans dans environ 2 milliards d'années.

#### Sursaut gamma
Bien qu'extrêmement rare, l'explosion de rayons gamma trop proche de la Terre entrainerait une diminution drastique de la couche d'ozone en la soufflant littéralement, laissant passer les ultraviolets nocifs du Soleil. Par la suite, les molécules éclatées de l'atmosphère formeraient une épaisse couche de gaz toxique obstruant le ciel. S'ensuivrait à terme une chute des températures et un refroidissement climatique. C'est une des causes potentielles de l'extinction de l'Ordovicien-Silurien, il y a 445 millions d'années.

#### Évolution stellaire
L'évolution stellaire indique que le Soleil durant « sa vie » sur la séquence principale, augmente lentement sa puissance au rythme de 1 % tous les 90 à 100 millions d'années. Dans environ 1 milliard d'années, le climat de type terrestre ne pourra plus être maintenu et la Terre deviendra une étuve. Ensuite, la vapeur d'eau sera progressivement décomposée par les ultraviolets solaires en hydrogène et oxygène, l'hydrogène finira par s'échapper dans l'espace et l'oxygène à se combiner aux roches de par les hautes températures de surface. La Terre connaîtra alors un destin similaire à sa « planète sœur » Vénus.
Au bout de cette lente augmentation de la puissance solaire, le Soleil quittera alors la séquence principale et sa puissance augmentera encore plus vite, tout comme sa taille. Il passera par une phase de géante rouge et verra son volume considérablement augmenter. Le Soleil, qui a aujourd'hui vécu ~4,6 milliards d'années sur les 10 (à 12) milliards d'années que durera sa vie, soufflera alors l'atmosphère résiduelle de la Terre (où toute vie aura disparu depuis bien longtemps). La surface terrestre, mise à nu, se mettra progressivement à fondre devant la géante rouge qui grossira jusqu'à englober quasiment tout le ciel diurne. Ce qui restera du globe incandescent de ce qui fut la Terre dépendra des frottements et effets de marée dans l'atmosphère externe du Soleil devenu « géante rouge ». Cet évènement de transformation du Soleil en géante rouge est inévitable.
Beaucoup de scénarios de science-fiction plus ou moins plausibles évoquent un déménagement de l'humanité sur un autre corps céleste plus éloigné (les cinq autres planètes du système solaire, les objets transneptuniens, voire un vaisseau spatial nomade ou une exoplanète). Un autre scénario que l'émigration est de brasser les réserves d'hydrogène du Soleil qui sera encore loin de les avoir épuisées à cette époque, et ainsi de le ranimer pour retarder son destin de géante rouge. Une telle hypothèse suppose cependant que l'humanité ait alors atteint au moins le niveau d'une civilisation de type II au sens de l'échelle de Kardashev, et maîtrise la technologie nécessaire. Toutefois, si la survivance d'ici là de l'espèce humaine n'est pas physiquement impossible, elle est tellement improbable qu'elle est généralement considérée comme nulle : en effet, l'humanité aura dû traverser des centaines de millions d'années depuis notre ère, ce qui représente beaucoup d'occasions pour la survenance d'une catastrophe qui lui soit fatale.

#### Collision entre Andromède et la Voie lactée
La Voie lactée, galaxie dans laquelle se trouve notre système solaire, et la galaxie d'Andromède pourraient se rencontrer dans trois milliards d'années, soit bien avant l'extinction du Soleil mais bien après la « cuisson » de notre planète par ce dernier. Le problème n'est pas tant le risque de collision d'étoiles, dont la probabilité est infime de se heurter en raison des distances considérables qui les séparent, que le starburst.

### Fin de l'Univers
Le destin de l'Univers dans son ensemble est une question toujours ouverte. Les scénarios les plus consensuels prédisent une expansion ininterrompue, entraînant une mort thermique par diminution continue de la densité de la matière et du rayonnement.

## Date de la fin du monde
En 2009, Luc Mary, dans Le Mythe de la fin du monde, a recensé 183 prophéties apocalyptiques depuis la fin de l'Empire romain.

## Dans les œuvres de fiction

### Chansons
- "l'An Mil" de Michel Sardou (1982)
- Il y avait une ville de Claude Nougaro (1958)
- We will all go together when we go de Tom Lehrer (1959)
- Talkin' World War III blues de Bob Dylan (1963)
- Eve of destruction de Barry McGuire (1965)
- Baby Pop de France Gall (1965)
- Juste quelques flocons qui tombent d'Antoine (1966)
- Chapter 24 tirée de l'album The Piper at the Gates of Dawn et Set the Controls for the Heart of the Sun de l'album A Saucerful of Secrets du groupe Pink Floyd (1967)
- L'homme fossile de Serge Reggiani (1968)
- In the year 2525 de Zager and Evans (1969)
- Poème sur la 7e de Johnny Hallyday (1970)
- Pour la fin du monde de Gérard Palaprat (1971)
- Album 666 des Aphrodite's Child (1972)
- La fin du monde de Guy Bonnardot (1976)
- Faire éclater cette ville de Mama Béa Tekielski (1978)
- The fin du monde de Soundforce (1979)
- London calling de The Clash (1979)
- Breathing de Kate Bush (1980)
- L'âge atomique d'Elli et Jacno (1980)
- End of the World, Gary Moore (Corridors of Power) : apocalypse nucléaire (1982)
- 99 Luftballons de Nena (1983)
- Ils s'aiment de Daniel Lavoie (1983)
- Two Suns in the Sunset de Pink Floyd (1983)
- World destruction de John Lydon (1984)
- Two tribes de Frankie Goes to Hollywood (1984)
- 2 Minutes to Midnight de Iron Maiden (1984)
- Russians de Sting (1985)
- The Final Countdown de Europe (1986)
- It's the end of the World as we know It de R.E.M. (1987)
- Everyday is like Sunday de Morissey (1988)
- La fin des étoiles de Niagara (1992)
- Blues en fin du monde de Nino Ferrer (1993)
- Black Hole Sun de Soundgarden (1994)
- La fin du monde est à 7 heures de Jean Leloup (1997)
- La Terre n'est pas mon chez-moi, dans l'album L'Palais de justice du rappeur français Freeman (1999)
- The man comes around de Johnny Cash (2002)
- Le Jour d'Après de Chimène Badi (2003)
- Apocalypse Please, dans l'album Absolution du groupe Muse (2003)
- Progéria Solaire de James Delleck et Le Jouage dans les albums Gravité Zéro et Gravité Zéro RMX (2003)
- End Of The World de The Living End (2003)
- Plus rien, des Cowboys fringants (2004)
- On va tous crever de Didier Super (2004)
- The end of radio de Shellac (2007)
- La Fin de la fin du monde, de Calogero (2009)
- The End of The World de Ghinzu (2009)
- The Catalyst de Linkin Park (2010)
- Jugement dernier de Sniper (2011)
- Till the World Ends, de la chanteuse américaine Britney Spears (2011)
- Le jour après la fin du Monde de Corneille (2011)
- Timewave Zero, dans l'album Eschaton du groupe anglais Anaal Nathrakh (2012)
- 2012 (If the world would end) de Mike Candys (2012)
- La Fin du monde de Sébastien Cauet (2012)

### Romans
- La Mort de la Terre (J.-H. Rosny aîné, 1910 dans Les Annales politiques et littéraires)
- La Dernière Jouissance (Renée Dunan, 1925)
- La Fin du Globe (Jacques Spitz, 1936)
- La Guerre des mouches (Jacques Spitz, 1938)
- Le Roman de la fin des Hommes (Renée Dunan, 2015)
- Le Choc des mondes (Philip Gordon Wylie et Edwin Balmer (en), 1933)
- La Fin du monde (Camille Flammarion)
- La Route (Cormac McCarthy, 2006)
- Les 100 (Kass Morgan, 2014)

### Bandes dessinées
- L’Étoile mystérieuse (Hergé, dans la série Les Aventures de Tintin)
- S.O.S. Météores (Edgar P. Jacobs, dans la série Blake et Mortimer)
- L'Attrape-mites (Willy Vandersteen, dans la série Bob et Bobette)
- Après (Claude Auclair)
- Les Portes de l'enfer (Jacques Martin (auteur), dans la série Lefranc)

### Cinéma
- La Fin du monde (August Blom), 1916
- La Fin du monde (Abel Gance), 1931
- Le Choc des mondes (Rudolph Maté, 1951)
- Le Dernier Rivage (Stanley Kramer, 1959)
- Meteor (Ronald Neame, 1979)
- Waterworld (Kevin Reynolds, 1995)
- Deep Impact (Mimi Leder, 1998)
- Armageddon (Michael Bay, 1998)
- La Fin des temps (Peter Hyams), 1999)
- Fusion (Jon Amiel, 2003)
- Le Jour d'après (Roland Emmerich, 2004)
- La Guerre des mondes (Steven Spielberg), 2005)
- Sunshine (Danny Boyle, 2007)
- Phénomènes (M. Night Shyamalan, 2008)
- Prédictions (Knowing) (Alex Proyas, 2009)
- La Route (John Hillcoat, 2009)
- 2012 (Roland Emmerich, 2009)
- Les Derniers Jours du monde (Arnaud et Jean-Marie Larrieu, 2009)
- Kaboom (Gregg Araki, 2010)
- Melancholia (Lars von Trier, 2011)
- Jusqu'à ce que la fin du monde nous sépare (Lorene Scafaria, 2012)
- C'est la fin (Seth Rogen/Evan Goldberg, 2013)

### Télévision
- Le Navire étoile, (Alain Boudet d'après E. C. Tubb 1962)
- USS Charleston, dernière chance pour l'humanité, de Russell Mulcahy (2000). Adaptation télévisée du film Le Dernier Rivage

### Documentaires
- 2012 La conspiration de l'Apocalypse (Dimitri Grimblat, France 4, 2009)
- Apocalypse 2012 (Lawrence E. Joseph, 2007)
- Chaos sur la planète (2006)

### Radio et podcasts
Fins du monde ( série de 24 épisodes 3 minutes, 2016, Marine Angé et Chrsitophe Deleu, sonyapodcast)
Vivons heureux avant la fin du monde (Delphine Saltel, Arte radio)